# Colossoptera latipennis
Colossoptera latipennis är en tvåvingeart som först beskrevs av Enrico Adelelmo Brunetti 1909.  Colossoptera latipennis ingår i släktet Colossoptera och familjen svävflugor. Inga underarter finns listade i Catalogue of Life.